# Липники (Пуховичский сельсовет)
Липники (бел. Лі́пнікі) — деревня в Пуховичском районе Минской области Республики Беларусь. В составе Пуховичского сельсовета.

## География
Ближайшие населённые пункты Глушка, Смычка и др.

## Этимология
Название указывает на особенности местности.

## История
В 1885 году фольварк в Пуховичской волости Игуменского уезда Минской губернии. В 1889 году урочищем Липники Пуховичской волости владел православный дворянин Николай Петрович Яцевич, было 160 десятин земли. Согласно переписи 1897 года урочище.
С конца февраля 1918 года территория оккупирована войсками Германской империи. 25 марта 1918 года согласно Третьей Уставной грамоте провозглашена частью Белорусской Народной Республики. В декабре 1918 года занята Красной Армией, с 1 января 1919 года в соответствии с постановлением I съезда КП(б) Беларуси она вошла в состав Советской Белоруссии, с 27 февраля 1919 года — в ЛитБел ССР. Во время польско-советской войны в августе 1919—июле 1920 годов под оккупацией Польши (Минский округ ГУУЗ).
С 31 июля 1920 года в Белорусской ССР. Согласно переписи 1926 года застенок.
Во Вторую мировую войну с конца июня 1941 года до начала июля 1944 года под оккупацией Германии.
Согласно переписи 1960 года деревня.

## Население

### Численность
- 2019 год — 4 жителей

### Динамика
- 1897 год — 2 двора, 16 жителей
- 1908 год — 6 дворов, 70 жителей
- 1917 год — 7 дворов, 28 жителей
- 1926 год — 12 дворов, 64 жителей
- 1960 год — 27 жителей
- 2002 год — 4 дворов, 4 жителей[3]
- 2009 год — 5 жителей (перепись населения)[4]
- 2019 год — 4 жителей (перепись населения)

## Улицы
- Луговая
- Полевая